# Johannes von Lambsheim

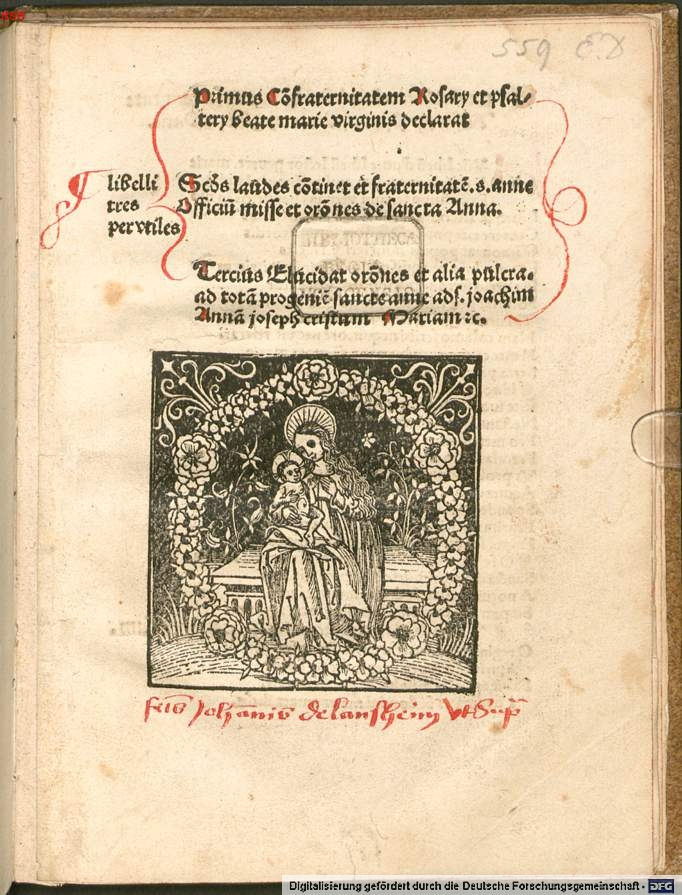
Johannes von Lambsheim, Titelblatt Libelli tres perutiles (Autorenname in rot, unter dem Marienbild)

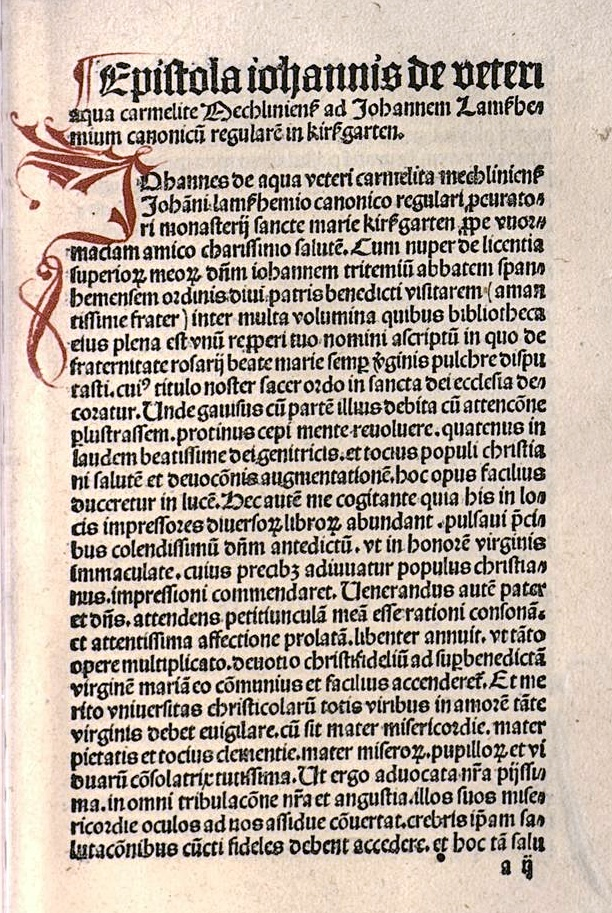
Inkunabelseite aus De fraternitate rosarii (1495), Brief von Johannes Oudewater an Johannes von Lambsheim

Johannes von Lambsheim (* um 1450 in Lambsheim, Pfalz; † um 1500) war ein römisch-katholischer Priester, Augustiner-Chorherr, Gelehrter und geistlicher Schriftsteller.

## Historischer Hintergrund
Die Windesheimer Reformkongregation der Augustinerchorherren ergriff 1443 die Gelegenheit, im leerstehenden, ehemaligen Zisterzienserinnenkloster Kirschgarten vor Worms eine Niederlassung zu gründen. Die Neugründung wurde schnell zu einem Erfolg und lokalen Zentrum der kirchlichen Erneuerung. Während des Bauernkrieges wurde der Konvent 1525 zerstört und ging unter.

## Leben und Wirken
Johannes von Lambsheim, auch Johannes de Lambsheim oder von bzw. de Lamsheim, kam aus dem Ort Lambsheim bei Frankenthal (Pfalz), nach dem er sich benannte. Er trat um 1470 in das südwestlich vor Worms gelegene Augustinerkloster Kirschgarten ein. 1472 wird er dort in einer Urkunde als Novize erwähnt, 1474 übergab er dem Kloster eine Spende seiner Großmutter. Später war er dort als Cellerar für die Wirtschaftsführung verantwortlich und 1496/97 auch Prior des vom Kloster Kirschgarten reformierten Stifts Höningen.
Johannes von Lambsheim verfasste mehrere Werke, die teilweise im Druck erschienen und deren erhaltene Exemplare heute seltene Inkunabeln darstellen. Er war befreundet mit dem Heidelberger Drucker Heinrich Knoblochtzer, in dessen Offizin er sich auch als Korrektor betätigte. Ebenso verband ihn eine Freundschaft mit dem Abt Johannes Trithemius, der ihn im Catalogus Illustrium einen emsigen, in der Heiligen Schrift bewanderten Gelehrten nennt und über ihn schrieb: Dieser Johann, Prokurator des Klosters, sollte eigentlich mit Besorgung irdischer Angelegenheiten ganz verschont bleiben, um den Wissenschaften um so ungetheilter sich widmen zu können.
1497 amtierte er noch im Kloster Höningen als Prior. Wann Johannes von Lambsheim genau verstarb, ist unbekannt.

## Werke (Auswahl)
Von besonderer Bedeutung ist sein Werk De fraternitate rosarii, verlegt in Leipzig, bei Konrad Kachelofen, 1494 und in Mainz bei Peter von Friedberg, 1495; ein Betrachtungs- und Lehrbuch über das damals neu aufgekommene Rosenkranzgebet und seine Gemeinschaft. In dem Buch abgedruckt ist auch ein Sendbrief des marianischen Theologen Johannes Oudewater (1433–1507; hier genannt Johannes de Aqua veteri) an Johannes von Lambsheim. Weitere Werke sind:
- Libelli tres perutiles. Heidelberg um 1485; Digitalisat
- Libellus perutilis de fraternitate sanctissima et Rosario beate marie virginis. Leipzig 1494, Mainz 1495; Digitalisat
- Arra aeternae salutis. Peter Drach, Speyer 1495; Digitalisat
- Speculum officii missae expositorium. Heinrich Knoblochtzer, Heidelberg 1495; Digitalisat
- Speculum conscientiae et novissimorum. Speyer 1496; Digitalisat

## Wissenswert
Johannes Heydekyn von Sonsbeck war ein kontemporärer Autor, der ebenfalls im Kloster Kirschgarten wirkte.  